# Orthogeomys
Orthogeomys é um gênero de roedores da família Geomyidae.

## Espécies
- Orthogeomys cavator (Bangs, 1902)
- Orthogeomys cherriei (J. A. Allen, 1893)
- Orthogeomys cuniculus Elliot, 1905
- Orthogeomys dariensis (Goldman, 1912)
- Orthogeomys grandis (Thomas, 1893)
- Orthogeomys heterodus (Peters, 1865)
- Orthogeomys hispidus (Le Conte, 1852)
- Orthogeomys lanius (Elliot, 1905)
- Orthogeomys matagalpae (J. A. Allen, 1910)
- Orthogeomys thaeleri Alberico, 1990
- Orthogeomys underwoodi (Osgood, 1931)